# Dean Smith
Dean Edwards Smith (Emporia, 28 febbraio 1931 – Chapel Hill, 7 febbraio 2015) è stato un cestista e allenatore di pallacanestro statunitense, attivo per più di 40 anni nella NCAA. È stato inoltre il coach della nazionale americana medaglia d'oro alle olimpiadi estive di Montreal, nel 1976.
È stato un membro del Naismith Memorial Basketball Hall of Fame dal 1983, come allenatore.

## Carriera
Smith è considerato una leggenda e fa parte della Basketball Hall of Fame. Divenne noto al grande pubblico come allenatore della University of North Carolina (UNC), alla cui guida è rimasto per trentasei anni fra il 1961 ed il 1997; in quell'anno si è ritirato, con il record di partite vinte nella NCAA Division I di pallacanestro con 879 vittorie. Questo record è stato battuto da Bob Knight nel 2006. Smith è al 9º posto per percentuale di vittorie NCAA con il 77,6%.
Smith è anche noto per la sua onestà e per l'alto tasso di laureati fra i suoi giocatori: il 96,6% si è laureato. Da allenatore ha promosso l'abbandono della segregazione razziale, reclutando il primo giocatore afroamericano della UNC, Charlie Scott, e spingendo per un pari trattamento di bianchi e neri.
Smith ha allenato numerosi giocatori che poi sono diventati stelle dell'NBA; sopra a tutti è da citare sicuramente Michael Jordan. Smith si è ritirato nel 1997 affermando di non riuscire più ad avere lo stesso entusiasmo posseduto e trasmesso in passato. Da allora si è impegnato in diverse opere ed iniziative politiche e caritatevoli.
Nella sua carriera di allenatore ha vinto due titoli NCAA ed è stato eletto per quattro volte miglior allenatore universitario degli Stati Uniti.

## Palmarès

### Giocatore
- Campione NCAA (1952)

### Allenatore
- 2 volte campione NCAA (1982, 1993)
- Campione NIT (1971)
- Henry Iba Award (1979)
- Naismith College Coach of the Year (1993)
- Torneo olimpico: 1
Naz. statunitense: 1976